# Un cop de sort (pel·lícula de 2005)
Un cop de sort (títol original en anglès: The Big White) és una pel·lícula estatunidenca dirigida per Mark Mylod, estrenada l'any 2005. Ha estat doblada al català.

## Argument
Paul Barnell té una agència de viatges a Alaska amb problemes. A més, la seva dona Margaret està afectada de la síndrome de Gilles de la Tourette. Un matí, descobreix al contenidor de davant la feina un cadàver que dos assassins han deixat dins algunes hores abans. Té la idea de donar-li la identitat del seu germà desaparegut des de diversos anys i d'organitzar un pla per tocar l'assegurança prevista si aquest últim moria de manera accidental.
La companyia d'assegurances envia Ted Waters, un inspector que veu ràpidament que hi ha alguna cosa tèrbola. Mentrestant, els dos assassins venen a buscar el cadàver abans que no es descobreixi per fer-lo desaparèixer. I per rematar-ho el germà desaparegut reapareix.

## Repartiment
- Robin Williams: Paul Barnell
- Holly Hunter: Margaret Barnell
- Giovanni Ribisi: Ted Waters
- Woody Harrelson: Raymond Barnell
- Alison Lohman: Tiffany
- Tim Blake Nelson: Gary
- W. Earl Brown: Jimbo
- Ralph J. Alderman: M. Branch
- Frank Adamson: El detectiu Boyle
- Billy Merasty: Cam